# Воронцов переулок
Воронцо́в переулок — переулок в Выборгском районе Санкт-Петербурга. Проходит от проспекта Тореза до улицы Жака Дюкло параллельно Яковской улице.

## История
Название переулка известно с 1896 года. 15 мая 1965 года название было упразднено, а 7 июля 1999 года восстановлено.

## Пересечения
- проспект Тореза
- улица Жака Дюкло

## Транспорт
Ближайшие к Воронцову переулку станции метро — «Политехническая» и «Площадь Мужества».

## Городские объекты
- Общежитие № 3[источник не указан 4895 дней]